# Тёмный медовый месяц
«Тёмный медовый месяц» (англ. Dark Honeymoon) — кинофильм, триллер.

## Сюжет
После короткого ухаживания мужчина женится на очаровательной женщине, после чего начинают происходить странные вещи. Во время медового месяца в туманном Орегоне он узнаёт её шокирующие секреты, а вокруг них люди начинают умирать ужасной насильственной смертью.

## В ролях
| Актёр        | Роль       |
| ------------ | ---------- |
| Линди Бут    | Кэтрин     |
| Ник Корниш   | Пол        |
| Рой Шайдер   | Сэм        |
| Эрик Робертс | Л. Эй. Гай |
| Дэрил Ханна  | Жан        |
| Тиа Каррере  | Миранда    |

## Съемочная группа
- Режиссёр — Дэвид О`Мэлли
- Оператор — Мэтт Молито
- Сценарист — Дэвид О`Мэлли
- Продюсер — Роланд Кэрролл, Райан Кэрролл, Джеймс Джонс
- Композитор — Juan Colomer